# Bello Turji
Bello Turji Kachalla, popularmente conhecido como Turji, (nascido em 1994) é um notório terrorista nigeriano e líder bandoleiro que opera no norte da Nigéria, especialmente nos estados de Zamfara, Sokoto e Níger. Turji liderou uma gangue de bandidos nos massacres de Zamfara em 2022, quase 200 pessoas, incluindo mulheres e crianças, foram mortas.